# Irakiska kommunistpartiet
Irakiska kommunistpartiet (arabiska: الحزب الشيوعي العراقي Al-Ḥizb ash-Shiyūʿī al-ʿIrāqī; kurdiska: Partiya Komunista Eraqê). Partiet grundades år 1934 av intellektuella feylikurdiska affärsmän med stöd av Sovjetunionen och har sedan dominerat vänstern i irakisk politik. Det spelade en framträdande roll i att forma Iraks politiska historia mellan grundandet och 1970-talet, särskilt under 1950-talet när kommunistledaren Abd al-Karim Qasim störtade monarkin och grundade den första republiken i Irak. Partiet styrde Irak mellan 1958 och 1963; styret kollapsade efter en militärkupp.